# 1824
Évszázadok: 18. század – 19. század – 20. század
Évtizedek: 1770-es évek – 1780-as évek – 1790-es évek – 1800-as évek – 1810-es évek – 1820-as évek – 1830-as évek – 1840-es évek – 1850-es évek – 1860-as évek – 1870-es évek
Évek: 1819 – 1820 – 1821 – 1822 –  1823 – 1824 – 1825 – 1826 – 1827 – 1828 – 1829

## Események
- március 25. – I. Péter brazil császár jóváhagyja az államtanács által megszövegezett, új liberális alkotmányt.[1]

## Születések
- január 13. – Hollán Ernő hadmérnök, altábornagy, államtitkár, az MTA tagja († 1900)
- január 21. – Stonewall Jackson amerikai katonatiszt, az amerikai polgárháborúban a déliek egyik parancsnoka († 1863)
- február 7. – William Huggins angol csillagász, az asztrofizika angliai megalapozója († 1910)
- március 2. – Bedřich Smetana cseh zeneszerző († 1884)
- március 5. – Somlyai Gábor földművelő, író († 1900)
- március 9. – Leland Stanford amerikai vasúti iparmágnás, az Amerikai Egyesült Államok szenátora († 1893)
- március 12. – Gustav Robert Kirchhoff német fizikus († 1887)
- március 27. – Johann Wilhelm Hittorf német fizikai kémikus, egyetemi tanár († 1914)
- május 7. – Balatoni Farkas János '48-as honvéd százados, Kerekegyháza alapítója († 1908)
- május 8. – William Walker amerikai kalandor († 1860)
- június 20. – Podmaniczky Frigyes báró magyar politikus, író, († 1907)
- június 26. – Lord Kelvin ír nemzetiségű brit matematikus, mérnök († 1907)
- június 28. – Paul Broca francia orvos, anatómus, patológus és idegsebész († 1880)
- július 9. – Mednyánszky Sándor Cézár római katolikus lelkész, az 1848–49-es szabadságharcban tábori főlelkész († 1857)
- július 23. – Kuno Fischer német filozófus († 1907)
- július 27. – Ifj. Alexandre Dumas francia író, drámaíró, novellista, id. Alexandre Dumas fia († 1895)
- szeptember 4. – Anton Bruckner osztrák zeneszerző és orgonaművész († 1896)
- november 8. – Aschner Tivadar pozsonyi kanonok († 1879)
- november 18. – Jendrassik Jenő orvos, fiziológus, biofizikus († 1891)
- december 11. – Benkő Kálmán színész († 1890)
- december 14. – Pierre Puvis de Chavannes francia festő († 1898)

## Halálozások
- január 26. – Cseh László királyi tanácsos, költő
- február 4. – Barla Mihály szlovén születésű evangélikus lelkész, író és költő (* 1778)
- február 21. – Eugène de Beauharnais francia katonatiszt (* 1781)
- február 23. – Blasius Merrem német természettudós, zoológus, ornitológus, herpetológus és matematikus (* 1761)
- február 24. – Simone Évrard, Jean-Paul Marat felesége (* 1764)
- április 19. – George Byron angol romantikus költő (* 1788)
- április 26. – Csekonics József tábornok, a Szent István-rend vitéze (* 1757)
- július 19. – I. Ágoston mexikói császár (* 1783)
- szeptember 16. – XVIII. Lajos francia király (* 1755)